# Light Phone
Light Phone – marka telefonów komórkowych produkowanych przez Light, firmę-startup ulokowaną w Brooklynie, Nowym Jorku, założoną przez Joe Holliera i Kaiwei Tanga, która tworzy produkty technologiczne reklamowane jako „zaprojektowane tak, aby były wykorzystane najmniej jak to możliwe” (ang. designed to be used as little as possible). 
Light Phone został stworzony jako odpowiedź na problemy z używaniem smartfonów (zob. zespół uzależnienia od internetu), a dyskusja na temat aplikacji i usług jak email, media społecznościowe i przeglądarki internetowe była kluczowym elementem produkcji i marketingu marki.
Tygodnik „Time” zaliczył telefon do kolekcji „najlepszych wynalazków 2019 roku”.

## Light Phone

### Premiera
Light Phone został zapowiedziany 13 maja 2015 na stronie Kickstarter, a swoją premierę miał w okolicach kwietnia 2017. W trakcie kampanii Light Phone zebrał 415 127 dolarów od 3187 sponsorów, podwajając pierwotny cel, który wynosił 200 tys. dolarów.

### Funkcje i specyfikacja
Light Phone jest w stanie tylko wykonywać i odbierać połączenia telefoniczne, i pozwala przechowywać do 10 kontaktów. Przy uruchomieniu oferuje kartę prepaid 2G SIM z 500 minutami rozmów, przypisanej do odrębnego numeru telefonu. Light Phone nie posiada żadnych aplikacji, oprócz funkcji podstawowych wiadomości i połączeń. Telefon Light Phone jest wyposażony w niewielki, dwubarwny wyświetlacz. Przyciski na telefonie są widoczne dzięki podświetleniu wewnątrz obudowy.
Wcześniej istniała aplikacja na smartfony umożliwiająca przekierowywanie połączeń ze smartfona użytkownika do Light Phone, wyświetlając nazwy kontaktów, jeśli takowe zostaną znalezione. Aplikacja ta nie jest już dostępna, a strona została usunięta z witryny Light Phone.

## Light Phone II

### Premiera

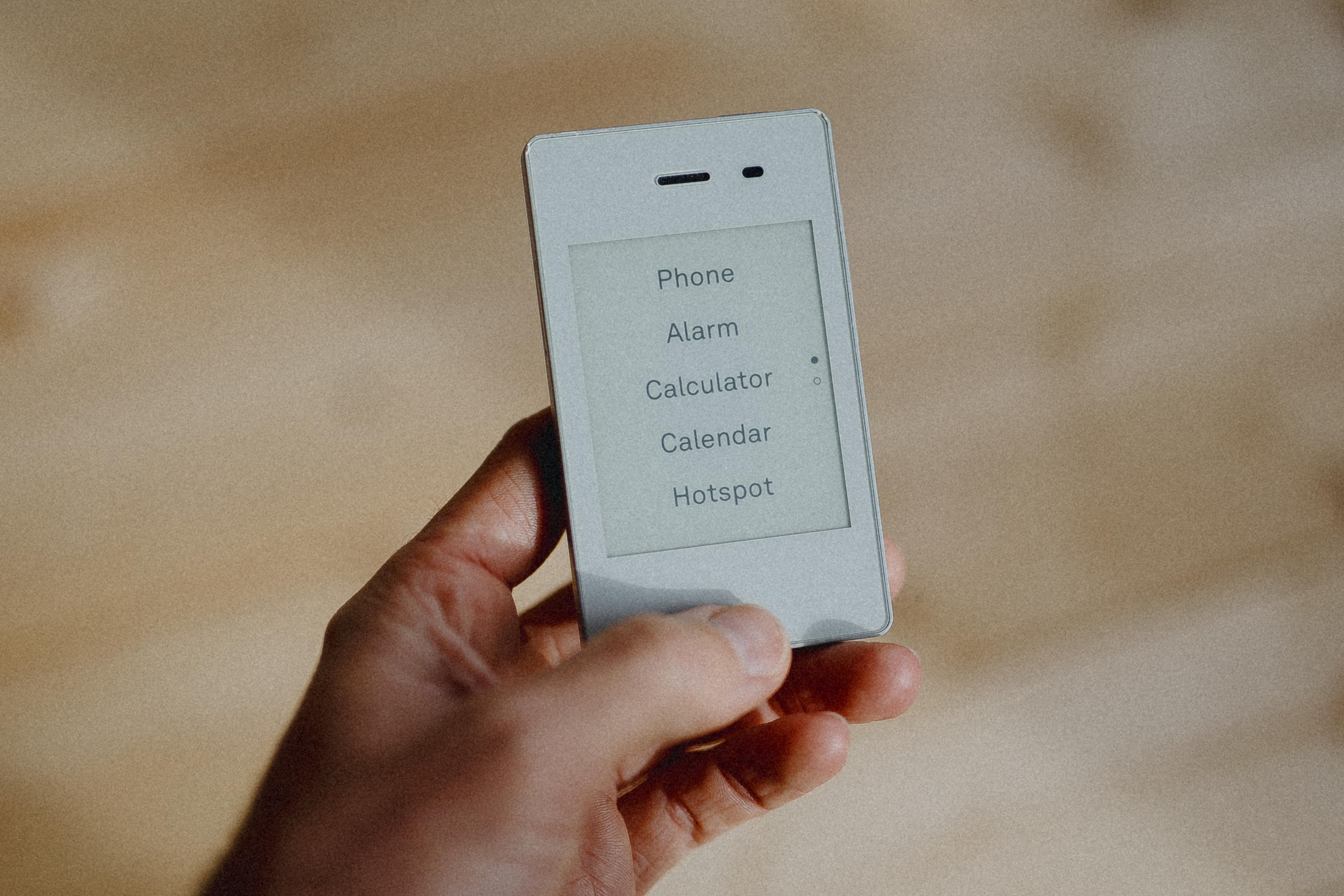
Zdjęcie Light Phone’a II (2023)

Light Phone II jest zaprojektowany jako niezależny następca poprzedniego telefonu komórkowego. Projekt został sfinansowany przez społeczność, zbierając łączną kwotę 3 513 838 dolarów od 10 732 sponsorów. Telefon zaczął być wysyłany w 3 kwartale 2019.

### Funkcje i specyfikacja
Light Phone II jest produkowany w Suzhou w dwóch wariantach kolorystycznych, w jasnoszarym i czarnym, i posiada 2,84 calowy dwukolorowy ekran E-Ink. Działa na procesorze Qualcomm Snapdragon, modelu MSM8909. Może łączyć się przez Bluetooth, posiada gniazdo słuchawkowe, sieć komórkową i micro USB (początkowo było planowane wejście USB typu C). Ze względu na brak wsparcia sieci 2G telefon oferuje 4G. Można wysyłać i odbierać wiadomości i połączenia, zapisać większą ilość kontaktów, ustawiać alarmy, odtwarzać muzykę i podcasty a także uruchomić hotspot Wi-Fi. System telefonu jest wciąż aktualizowany przez Light, która opublikowała nowe narzędzia jak kalendarz, nawigację i notatki. Narzędzia telefonu są zarządzane w internetowym panelu sterowania (dashboard).

### pgLang
30 października 2023 firma pgLang w formie krótkiego filmiku na kontach X i Instagram ogłosiła współpracę z Light, aby stworzyć limitowaną wersję telefonu z oznaczeniem „pgLang”. Sprzedaż 250 sztuk ruszyła na stronie internetowej pgLang 2 listopada 2023. Oprócz dodatkowego znaczka firmy na pleckach telefonu, została dodana funkcja inspirowana Magic 8-ball, która odpowiada na pytania „tak” lub „nie” jeśli telefon zostanie potrząśnięty.

## Light OS
Light Phone II korzysta z systemu Light OS, opartego na Androidzie, który jest produkowany przez firmę Light ze współpracą z firmą Sanctuary Computer. Jest to pierwszy system operacyjny w historii, który korzysta React Native. Konsumenci znaleźli sposoby na zrootowanie telefonu, żeby mieć dostęp do Androida. W przyszłych wersjach Light OS planowane jest dodanie więcej funkcji i usług jak np. streamowanie muzyki, WhatsApp czy ridesharing.